# Rallye Korsika 1979
Die 23. Rallye Korsika war der 10. Lauf zur Rallye-Weltmeisterschaft 1979. Sie fand vom 2. bis zum 4. November in der Region von Ajaccio statt.

## Klassifikationen

### Endergebnis
| Rang | Fahrer                  | Co-Pilot            | Auto               | Zeit (Std./Min./Sek.) | Rückstand Sieger (Std./Min./Sek.) Rückstand V (Std./Min./Sek.) |
| ---- | ----------------------- | ------------------- | ------------------ | --------------------- | -------------------------------------------------------------- |
| 1    | Bernard Darniche        | Alain Mahé          | Lancia Stratos HF  | 14:36:46              | 0:00:00                                                        |
| 2    | Jean Ragnotti           | Jean-Marc Andrié    | Renault 5 Alpine   | 15:12:52              | 0:36:06                                                        |
| 3    | Pierre-Louis Moreau     | Patrice Baron       | Porsche 911 SC     | 15:23:06              | 0:46:20 0:10:14                                                |
| 4    | Alain Coppier           | Josépha Laloz       | Porsche Carrera RS | 15:30:26              | 0:53:40 0:07:20                                                |
| 5    | Michèle Mouton          | François Conconi    | Fiat 131 Abarth    | 15:53:38              | 1:16:52 0:23:12                                                |
| 6    | Bernard Picone          | Robert Cianelli     | Opel Kadett GT/E   | 16:09:29              | 1:32:43 0:15:51                                                |
| 7    | Paul Rouby              | Alain Garçon        | Renault 5 Alpine   | 16:28:15              | 1:51:29 0:18:46                                                |
| 8    | Jean-Pierre Marie       | Patrick De La Foata | Toyota Starlet     | 17:41:56              | 1:51:29 1:13:14                                                |
| 9    | Jean Brondille          | Vincent Fattaccio   | Opel Kadett GT/E   | 17:44:44              | 3:07:58 0:02:48                                                |
| 10   | Jean-Charles Martinetti | Philippe Gabrielli  | Peugeot 104 ZS     | 18:04:51              | 3:28:05 0:20:07                                                |

Insgesamt wurden 14 von 112 gemeldeten Fahrzeuge klassiert:

### Fahrer-Weltmeisterschaft
| Pos. | Fahrer           | Punkte |
| ---- | ---------------- | ------ |
| 1    | Björn Waldegård  | 103    |
| 2    | Hannu Mikkola    | 71     |
| 3    | Markku Alén      | 60     |
| 4    | Bernard Darniche | 40     |
| 5    | Ari Vatanen      | 40     |

### Herstellerwertung
| Pos. | Team   | Punkte |
| ---- | ------ | ------ |
| 1    | Ford   | 132    |
| 2    | Fiat   | 87     |
| 3    | Datsun | 80     |
| 4    | Lancia | 54     |
| 5    | Opel   | 49     |